# تپه چاله زر
تپه چاله زر مربوط به هزاره اول قبل از میلاد است و در شهرستان کامیاران، روستای سر چم واقع شده و این اثر در تاریخ ۱۰ دی ۱۳۸۱ با شمارهٔ ثبت ۶۸۹۹ به‌عنوان یکی از آثار ملی ایران به ثبت رسیده است.